# Little Sodbury
Little Sodbury är en by i civil parish Horton, i distriktet South Gloucestershire, i Storbritannien. Den ligger i grevskapet Gloucestershire och riksdelen England, i den södra delen av landet, 150 km väster om huvudstaden London. Little Sodbury var en civil parish fram till 2023 när blev den en del av Horton. Civil parish hade 107 invånare år 2021. Byn nämndes i Domedagsboken (Domesday Book) år 1086, och kallades då Sopeberie.